# Jean Holdeman
 (mars 2024).
La mise en forme du texte ne suit pas les recommandations de Wikipédia : il faut le « wikifier ».
Les points d'amélioration suivants sont les cas les plus fréquents. Le détail des points à revoir est peut-être précisé sur la page de discussion.
- Les titres sont pré-formatés par le logiciel. Ils ne sont ni en capitales, ni en gras.
- Le texte ne doit pas être écrit en capitales (les noms de famille non plus), ni en gras, ni en italique, ni en « petit »…
- Le gras n'est utilisé que pour surligner le titre de l'article dans l'introduction, une seule fois.
- L'italique est rarement utilisé : mots en langue étrangère, titres d'œuvres, noms de bateaux, etc.
- Les citations ne sont pas en italique mais en corps de texte normal. Elles sont entourées par des guillemets français : « et ».
- Les listes à puces sont à éviter, des paragraphes rédigés étant largement préférés. Les tableaux sont à réserver à la présentation de données structurées (résultats, etc.).
- Les appels de note de bas de page (petits chiffres en exposant, introduits par l'outil «  Source ») sont à placer entre la fin de phrase et le point final[comme ça].
- Les liens internes (vers d'autres articles de Wikipédia) sont à choisir avec parcimonie. Créez des liens vers des articles approfondissant le sujet. Les termes génériques sans rapport avec le sujet sont à éviter, ainsi que les répétitions de liens vers un même terme.
- Les liens externes sont à placer uniquement dans une section « Liens externes », à la fin de l'article. Ces liens sont à choisir avec parcimonie suivant les règles définies. Si un lien sert de source à l'article, son insertion dans le texte est à faire par les notes de bas de page.
- La présentation des références doit suivre les conventions bibliographiques. Il est recommandé d'utiliser les modèles {{Ouvrage}}, {{Chapitre}}, {{Article}}, {{Lien web}} et/ou {{Bibliographie}}. Le mode d'édition visuel peut mettre en forme automatiquement les références.
- Insérer une infobox (cadre d'informations à droite) n'est pas obligatoire pour parachever la mise en page.

Pour une aide détaillée, merci de consulter Aide:Wikification.
Si vous pensez que ces points ont été résolus, vous pouvez retirer ce bandeau et améliorer la mise en forme d'un autre article.
Jean Holdeman (31 janvier 1832 - 10 mars 1900) est un prédicateur américain et fondateur de l'Église de Dieu en Christ, mennonite. Il s'agit d'une dénomination mennonite théologiquement conservatrice,.
Holdeman est né dans le comté de Wayne, Ohio en 1832, d'Amos et Nancy (Yoder) Holdeman. Il épousa Elizabeth Ritter en 1852. Il commença à prêcher en 1858 et attira de nombreux adeptes au Kansas. Il a prêché aux États-Unis et au Canada tout au long de sa vie. En 1881, de nombreux membres d'une autre dénomination mennonite, la Kleine Gemeinde, originaire de l'Empire russe, se joignirent à lui, cherchant la « vraie église de Dieu ». Holdeman est décédé en 1900 à l'âge de 68 ans 

## Biographie
Holdeman était issu d'une famille de paysans "Pensylvania Dutch" dans l'Ohio. Les ancêtres de la famille avaient déjà immigré de Suisse au 18e siècle en tant qu'anabaptistes. Dès son adolescence, il découvre, par l'intermédiaire de son père, le mouvement d'église fortement marqué par l'évangélisme du prédicateur John Winebrenner, originaire du Maryland. Vers 1844, Holdeman fut probablement lui-même invité à une grande réunion du mouvement d'inspiration baptiste et méthodiste, également appelé Winebrennerians ou Church of God. Holdemann lui-même s'est cependant fait baptiser mennonite, comme ses parents. Le 18 novembre 1852, il épouse Elizabeth Ritter.
Mais, dès la première année de son mariage, il connut une crise spirituelle avec une série de rêves et de visions. Dès lors, Holdeman s'est intéressé de près à la Bible ainsi qu'au Miroir des Martyrs et aux écrits des premiers anabaptistes. Cela l'a conduit à critiquer de plus en plus la vie communautaire, traditionaliste et peu évangéliste des Églises mennonites établies. Holdeman développa une attitude fortement restitutionniste, qui s'orientait surtout vers les premiers anabaptistes. Il critiqua entre autres ce qu'il considérait comme une sécularisation croissante des mennonites nord-américains. En janvier 1858, il commença à prêcher lui-même et en avril de l'année suivante, il forma finalement une communauté séparée dans la maison de ses parents. Cette communauté existe encore aujourd'hui en tant que dénomination mennonite indépendante en Amérique du Nord sous le nom d'Église de Dieu en Christ, mennonite. Entre 1862 et 1879, il entreprit de nombreuses tournées de prédication et publia une série de tracts et d'articles en allemand et en anglais. Ses voyages et activités d'évangéliste et d'apologète l'ont cependant conduit à plusieurs reprises à des crises financières. Durant cette période, il gagnait sa vie principalement en tant qu'agriculteur. De plus, malgré son travail de prédicateur et de publiciste, sa communauté reste isolée au sein du mouvement anabaptiste nord-américain. Ses critiques semblent n'avoir trouvé que peu d'écho auprès des différents anabaptistes d'Amérique du Nord. Cela ne changea qu'avec l'immigration de mennonites germanophones de Russie à partir de 1874, chez lesquels la critique de Holdeman trouva en partie un terrain fertile. Son mouvement trouva alors une nouvelle force et put s'étendre. En 1883, il déménagea avec sa famille et sa communauté dans le comté de Jasper dans le Missouri et en 1897 dans le comté de McPherson au Kansas, où un centre régional du nouveau mouvement s'était formé à la suite de la conversion d'un certain nombre de mennonites allemands de Volhynie. En juin de la même année, il fonda la revue Botschafter der Wahrheit (Messager de Vérité), dont il resta le rédacteur en chef jusqu'à sa mort.
Holdeman mourut le 10 mars 1900 à l'âge de 68 ans. Sa femme lui survécut 32 ans et vécut jusqu'à 98 ans.
L'Église de Dieu en Christ (mennonite), fondée par Holdeman dans le contexte des mouvements de réveil du 19e siècle, existe encore aujourd'hui. En Amérique du Nord, elle s'est entre-temps presque entièrement anglicisée (bien qu'on trouve de nombreux germanophones, francophones et hispanophones dans certaines assemblées) et peut être classée dans le spectre des mennonites conservateurs-évangéliques.